# Orthacanthacris lineata
Espèce
Orthacanthacris lineata est une espèce fossile d'insectes de la famille des Acrididae, de la sous-famille des Cyrtacanthacridinae (les « criquets voyageurs ») et du genre Orthacanthacris encore actuel.

## Classification
Elle est décrite par Nicolas Théobald dans sa thèse de 1937,. L'holotype C8 a un cotype C11, tous deux de l'ère Cénozoïque, et de l'époque Éocène (38 à 33,9 Ma.). Ils ont été découverts dans la formation de Célas dans le Gard, et sont conservés au Muséum d'histoire naturelle de Marseille dans les Bouches-du-Rhône.

### Nomen dubium: 1943
Cette espèce est nomen dubium d'Acrididae par F. E. Zeuner en 1943 selon Paleobiology Database,.

## Description

### Caractères
La diagnose de Nicolas Théobald en 1937, : Ce criquet voyageur est 

« représenté par deux échantillons, l'un constitué par des fragments d'ailes (C8), l'autre (C11) par des ailes et des fragments du corps. C8 montre une aile postérieure assez bien conservée et en partie repliée sur elle-même ; nombreuses nervures longitudinales réunies par un réseau de fines nervures transversales; nervure costale (C) sur les bords de l'aile; Sc, R et Rs presque parallèles, de dirigeant vers le sommet; Rs naît vers les 2/5 antérieurs et émet 5-6 rameaux se dirigeant obliquement vers l'arrière; M simple, deux nervures cubitales, se dirigeant vers la nervure anale ; champ anal plissé, formé d'une douzaine de nervures longitudinales disposées en éventail ; nombreuses nervures transversales.
C11 montre des fragments du corps et deux ailes, repliées sur elles-mêmes. ».

### Dimensions
La longueur de l'aile est de 65 mm.

### Affinités
« La nervation des ailes est celle des Acrididae. L'espèce actuelle la plus voisine semble être Orthacanthacris flavescens de Madère et de Ceylan. ».

## Biologie
Dans le Sannoisien du Gard, l'ensemble de la faune a un caractère méditerranéen à affinités subtropicales très prononcées.

### Publication originale
- [1937] Nicolas Théobald, « Les insectes fossiles des terrains oligocènes de France 473 p., 17 fig., 7 cartes,13 tables, 29 planches hors texte », Bulletin Mensuel de la Société des Sciences de Nancy et Mémoires de la Société des sciences de Nancy, Imprimerie G. Thomas,‎ 1937, p. 1-473 (ISSN 1155-1119 et 2263-6439, OCLC 786027547). .